# Cumella californica
Cumella californica är en kräftdjursart som beskrevs av Watling och McCann 1996. Cumella californica ingår i släktet Cumella och familjen Nannastacidae.
Artens utbredningsområde är Oregon. Inga underarter finns listade i Catalogue of Life.